# KZMI
KZMI（103.9 FM）是位于北马里亚纳群岛的一个电台，主要播放成人当代音乐，由跨岛通信开办。发射台位于塞班岛，在1984年9月1日开播。在美国联邦通信委员会登记呼号为KZMI。